# Аляпі перуанський
Аля́пі перуанський (Myrmelastes brunneiceps) — вид горобцеподібних птахів родини сорокушових (Thamnophilidae). Мешкає в Перу і Болівії. Раніше вважався підвидом плямистокрилого аляпі, однак за результатами низки молекулярно-філогенетичних досліджень був визнаний окремим видом.

## Поширення і екологія
Перуанські аляпі мешкають в передгір'ях і на східних схилах Анд в Перу (Куско, захід Мадре-де-Дьйос, Пуно) на заході Болівії (Ла-Пас). Вони живуть в підліску вологих гірських і рівнинних тропічних лісів. Зустрічаються на висоті до 1850 м над рівнем моря.